# どろろ (1969年のアニメ)
『どろろ』は、1969年4月6日から9月28日まで、フジテレビ系列で毎週日曜19:30 - 20:00 (JST) に全26話が放送された、手塚治虫原作、虫プロダクション・フジテレビ制作のテレビアニメ。
本項目では、放送前年の1968年に制作されたパイロット版についても併せて詳述するものとする。

## 概要
本作品は、手塚が1967年に発表した漫画『どろろ』を原作としたアニメであり、翌1968年に虫プロダクションがパイロットフィルムを制作、さらにテレビ放送用番組作品として、同じく虫プロダクション制作で1969年にモノクロ作品として制作・放送された。また、本作品はカルピス（当時：カルピス食品工業）の一社提供番組でもあり、後年においては『カルピスまんが劇場』の1作目としても数えられているものの、後身の番組枠であり、のちに関連作品のテレビアニメシリーズとして称される『世界名作劇場』には含まれていない。
『どろろ』を原作とするテレビアニメは、制作体制や放送局などを異としつつ2019年にも制作・放送されている（以下、2019年版）が、本作品では原作漫画で描かれなかった部分も補完されつつ、全ての魔物を倒して完結している。タイトルは、前半の1クール目は原作と同じく『どろろ』であったが、1969年7月6日放送分（第14話）より百鬼丸の名もうたった『どろろと百鬼丸』へと改題され、以降最終回までこのタイトルが用いられた。再放送については、全身に欠損を持つある種の障害者と盗賊の孤児が主人公ということで、障害者差別など微妙な問題が多く、地上波ではほとんどなされていない。モノクロ作品である点も再放送されがたい理由のひとつとして挙げられる。鈴木良武も1978年のインタビューで、「今でも人気があるが、絶対に再放送できない。いろいろ問題があるから。用語にも」と語っている。他方で、CS放送においては時代劇チャンネルなどで放送の実績があり、また2019年版が同局にて放送された際には、本作品も併せて放送されている。
総監督を務めた杉井ギサブローは当時、独立プロダクションのスタジオ「アートフレッシュ」を主宰しており、そこに文芸として所属していた出﨑哲が面白いと持ったきた原作版『どろろ』のアニメ化を虫プロに提案したところ企画が通り、音楽を冨田勲に依頼したうえ、杉井の絵コンテを元にアートフレッシュがグロス請けで作画を行ってパイロットフィルムの制作を行い、1968年1月29日に完成した。
冨田による本作品の音楽背景も、前もって必要な楽曲を溜め録り録音しておく方式が採用され、曲調も基本的に少人数のオーケストラに琵琶や鼓などの和楽器を加えた編成で、必要に応じて電気的に変調させた西洋楽器の響きと男声合唱が加えられており、冨田が「男声コーラスで魔物が迫ってくる感じを、琵琶の音で百鬼丸が呪いを打ち破る感じを表現した」と語る曲となった。
ところが、アートフレッシュは全員で仕事を空け、どろろ体制にしたにもかかわらず、放送予定が延びたと富岡厚司から告げられた。スタジオを持っていて金がないのは困るからと相談したが、虫プロもきつくて何ともならないと返答された。そこで、東映時代の先輩でAプロダクションの楠部大吉郎に金を貸してほしいと泣きつき、借りることには成功するが、引き換えに『どろろ』が動き出すまでの間、メンバーはAプロを通じて『巨人の星』の作画下請けをする条件を呑む。しかし『巨人の星』は気が進まなかった杉井はその状態を逃れようと、『ルパン三世』の企画をAプロに持ち込み、『ルパン』のパイロットを準備している最中、カルピスが『どろろ』のスポンサーに決まる。
1968年4月から8月くらいまでの頃には制作が本格的に始まるが、第1話完成は同年10月2日、放送開始は1969年4月6日と半年間のブランクがあり、DVD-BOX封入解説書には、放送予定が延びたのではと記されている。

## 登場キャラクター
本作品のナレーターは、納谷悟朗が担当。

### 原作と共通のキャラクター
百鬼丸（ひゃっきまる）
声 - 野沢那智
本作品の主人公の1人。15歳。寿光の養子。醍醐景光・縫の方の長子、多宝丸の兄。
白い錨柄の貧相な着物に一本差しで放浪する少年。乱雑な1つ縛りの長髪が特徴。
生まれながらに身体の48箇所が欠損し、赤子の頃に川辺へ捨てられていたところを医師・寿光に拾われる。雨宿り中のお堂にて、魔物から「お前の体は人間から我々が買い取ったもの。お前が人間のように生きることは我々への裏切り。お前が並の人間のように生きたければ我々48の魔物を討ち倒すしかない」と告げられことが旅路のきっかけだった。腰に下げている刀は、寿光から受け継いだ名刀である。
妖怪から神経を取り戻す前は、松明で手が焼けても気付かない。
最終話では、どろろと離別後の1年間、独り妖怪退治の旅を続けて47体目まで倒すと、実父・景光が最後の妖怪と判明する。逆上した景光によって、目前で実母・縫の方が斬られると、百鬼丸は遅まきながら「我が母上」と呼び、彼女なりに苦しんでいたことを認めて涙を流す。その後、景光の討伐から悲願を果たしたしたものの、他者への心を閉ざし、どろろとの再会もなく何も告げずひっそり旅立つ。
どろろ
声 - 鈴木弘子・松島みのり
本作品の主人公の1人。5歳。幼齢のこそ泥。火袋・お自夜の子。
醍醐 景光（だいご かげみつ）
声 - 納谷悟朗
百鬼丸・多宝丸の実父、縫の方の夫。
48体の像が祀られる地獄堂で、誕生前の我が子の身体を差し出して力を求め、生まれながらに身体の48箇所が欠損する赤子・百鬼丸を捨てさせた。
最終話では、妻・縫の方からどろろへの仕打ちを咎められると、錯乱して縫の方や部下たちを斬りつけ、地獄堂まで追い詰められる。自身の体を更なる生贄として像に力を乞うも、百鬼丸を犠牲とした契約につき、人の心を糧に奪われたその身は、既に魔物と化していた。顔や全身が醜くただれた姿で48体目の魔物として、駆けつけてきた百鬼丸の手で絶命する。48体の像と地獄堂と諸共に焼け崩れた。
琵琶法師（びわほうし）
声 - 滝口順平
百鬼丸とどろろの前に度々現れる謎の法師。
寿光（じゅこう）
声 - 田村錦人
百鬼丸の養父。腕利きの医師。48歳。
身体中が欠損した赤子・百鬼丸を拾い、引き取って養育する。
百鬼丸がお堂で魔物から聞かされた話を受けて、旅に出て自分のために戦えと送り出す。百鬼丸という名は旅立つ前から既に与えていた模様。
雲龍寺の上人（うんりゅうじのしょうにん）
声 - 北村弘一
百鬼丸の父・醍醐景光を寺にある地獄堂に案内する上人。70歳。
多宝丸（たほうまる）
声 - 仲村秀生
百鬼丸の弟、醍醐景光・縫の方の次男。
火袋（ひぶくろ）
声 - 外山高士
どろろの父、お自夜の夫。
刀の柄に滑り止めの布を巻いている。
お自夜（おじや）
声 - 瀬能礼子
どろろの母、火袋の妻。
縫の方（ぬいのかた）
声 - 北浜晴子
百鬼丸・多宝丸の母、醍醐景光の妻。
夫・景光に対し、百鬼丸の身体を魔物に与えるなどの仕打ちを責めたことで、景光に斬殺される。百鬼丸の腕の中でそれまでのことを詫び、「私を母と呼んでおくれ」と言い残して息絶えた。
未央（みお）
声 - 武藤礼子
戦で焼け出された子供たちを世話していた少女。
仁木 田之介（にき たのすけ）
声 - 納谷悟朗
妖刀「似蛭」に取り憑かれた浪人の男。お須志の兄。
妖刀が血を欲するため、辻斬りをすることで刃に血を吸わせていた。村に戻り、親や妹・お須志と再会する。
最後の最後で良心を取り戻し、似蛭の束縛を絶つために自ら自刃した。
お須志（おすし）
声 - 向井真理子
田之介の妹。兄思いの少女。
もう刀なんか欲しがらないという誓いをどろろがお須志に叫び、それを黙って見送った。
鯖目（さばめ）
声 - 広川太一郎
1年前に結婚した愛妻家。
妻に言われるまま百鬼丸に斬りかかり、蔵の中でも妻に操られながら斬りかかるが敗北。蛾の妖怪・マイマイオンバとして飛び去る妻を求めて沼を訪れ、戻ってきてくれとへたり込むが、結果的には、百鬼丸に居場所知らせてしまう。
助六（すけろく）
声 - 野沢雅子・三輪勝恵
「ばんもん」が建てられて以降、故郷に戻れなくなった少年。
イタチ
声 - 岡部政明
どろろの父・火袋の元手下。
どんぶり長者
声 - 峰恵研
妖怪・どんぶりばらに取り憑かれた長者。村の子らに「どんぶりばら」と呼ばれる。
子どもたちに出した饅頭の材料が草の根と木の皮とワラ屑であるほどのケチ。食料独占のため、仮面を被って村の穀物倉に妖怪が出たという嘘の噂を流し、倉に取り憑く化物に変装して他社を遠ざけていたが、どろろに正体を暴かれた。村の子どもたちは畑のスイカしか食べらなかったため、水っ腹で腹をすかせていたことから、鼠や虫の死骸でできている化け物の毒気がかかった食べ物を食べようともした際には、必死に止めようとする良心は残る。
時野景行（ときの かげゆき）
声 - 大木民夫
醍醐景光と敵対する武士。
侍大将に手が届きそうなほどに成り上がって慢心している。
武功の半分は愛馬・ミドロのおかげと思っている一方で、ミドロの動きが鈍くなっているのは仔馬が付いて回っているからだと考えた。配下・新助に子馬を引き離すよう命じ、脱走して暴虐を尽くすミドロ号を部下を引き連れ討とうとしたが、首筋を噛み潰され返り討ちにあい絶命する。
死霊
自分では形がないため様々なものに次から次へと取り憑き、執拗に百鬼丸たちへ襲い掛かる。
大量の猫や大量のカラスにも取り憑いて襲い掛かった。百鬼丸からは「魔物どもの手先」とも呼ばれる。
パイロットフィルム版（1968年）にも登場。
金小僧（かねこぞう）
声 - 田村錦人
村人が万代に奪われ、埋められ隠匿された金の精。
万代（ばんだい） / 人面瘡
声 - 北浜晴子
ある村で百鬼丸とどろろが出会った美しい女性。
百鬼丸によれば、その村の娘に妖怪が取り憑いたという。パイロットフィルム版では、屋敷に踏み込んだどろろと百鬼丸に正体を見られて戦いに発展したが、女夜叉には変身せず、人面瘡も登場しなかった。討伐後の百鬼丸の身体は、原作とカラーパイロットフィルム版（1968年）では右手が、本作品では左脚が戻った。
似蛭（にひる）
手にした人間の思考を乗っ取り殺人鬼に変える妖刀。
主に田之介を操るが、一時的にどろろを操り田之介の父を斬りつけさせる。
田之介の死後、百鬼丸から叩き折られると消滅し、百鬼丸には左目が戻った。
九尾の狐
ばんもんに宿って狐火を操り、両国間の戦を人心を弄びながら長引かせようとしている妖怪。
百鬼丸の刀で首を斬り落とされ体も斬られて苦しみもだえ、ばんもんにしがみつき絶命した。
白面不動（はくめんふどう）
声 - 北村弘一
行者が水ごりを行う滝に鎮座している不動明王像に扮した妖怪。
己の顔を持たないため、「顔がほしい、顔がほしい」とひたすら繰り返す。落雷で行者たちの水ごりの館を壊し、山犬の魔物の群れを操って手下の女を始末させたが、山犬の悪霊たちはどろろに噛み付く寸前に百鬼丸と琵琶法師に斬り倒された。
白面不動の手下
声 - 瀬能礼子
白面不動に仕える巫女の死人。
百鬼丸らに同行する犬・ノタからは早々に正体を嗅ぎつけられる。山犬の魔物の群れをけしかけて生きている行者を滝壺へ落とし、ノタに助けられた行者も始末させ、ほら穴の中にある凍った死骸を褒美として山犬の魔物たちに与える。
どろろを見逃してほしいと白面不動に懇願するが断られ、自らの正体をどろろに明かし逃がしたことで白面不動に追われ、どろろとほら穴に逃げ込んだところを山犬の魔物たちに追われ川に突き落とされ死亡。
ミドロ号
時野景行の愛馬。
幾多の戦乱をくぐり抜けてきた牝の名馬だが、景行に仔馬を引き離されて脱走。
妖馬の精神体が宿る蹄鉄に憑依されると、この妖馬の目的は戦場で死んだ馬たちの呪いを晴らすことにあるため、踏み殺す、刃物で斬り殺す、松明をくわえ火を点け街を焼くなどして人々を無差別に殺害した。ミドロ号を討とうとした景行を噛み殺して返り討ちにするが、百鬼丸から両腕の刀で胸を刺さされる。飛び出した妖馬も首を刺されて焼水を浴びせられて消滅すると、ミドロ号の死体はその場に残った。
チビ
ミドロ号の仔馬。新助に無理矢理売りつけられた庄屋・作左衛門から百鬼丸が買い取り、どろろが名付ける。
母馬の死後、その死体に寄り添った。この様子を見た百鬼丸が初めて涙を流し、悲しみながらもチビをその場に残して立ち去る。
マイマイオンバ
声 - 北浜晴子
鯖目の妻として人間の姿で暮らす蛾の妖怪。
道端で見かけた百鬼丸を危険と感じ、鯖目を焚きつけて殺害を目論むが、鯖目の失敗によって屋敷の中で蛾の姿形に戻って襲い掛かる。屋敷の蔵の地下にある大量の繭にどろろが火を点けると、沼の中に逃げてからも百鬼丸に挑む。しかし、闇の中では火に集まるという蛾の特性から、引き寄せられた松明をどろろに投げつけられて身体に燃え移り、百鬼丸からも惨殺された。
どんぶりばら
声 - たてかべ和也
28番目の魔物。本体は、象ほどの巨体で牙が生えた大亀で、沼の底に潜む。
実体のない人体に扮した精気を外に泳がせ、村のどんぶり長者の臍から体内に侵入することで、養分を吸収していた。飛び去る精気から本体を辿ってきた百鬼丸を始末するため、甲羅から生える剛毛で百鬼丸を絞め沈もうとするも、返って沼から引きずり出される。体内に百鬼丸から焼水を流し込まれ、内臓を焼き尽くされて絶命した。
精気は焼水を浴びせられたとき叫びながら飛び去っており、本体の大亀は引きずり出されたとき腹が大きくあまり動けないため妖力で雷雨を発生させて勝負してきた。
本作品のオープニング映像にも登場。
四化入道（しけにゅうどう）
声 - 北村弘一
理不尽に殺害された慈悲深き僧侶が魔神と化した存在。
人間らしい姿で現れるが、正体を見破られてからは鉄鼠に似た外見に変化した。妖怪を封じ込める力がある独鈷型という形の木で動きを封じれて絶命。討伐後、百鬼丸に神経が戻った。
10年ほど前は山寺の住職であり、村人や鼠・イタチにまでも慕われる人格者として知られたものの、この山寺の地に三方が見渡せる砦を造ろうという侍の大将の計画に抗議したことで殺される。
鵺
初登場は本編第26話。47番目の魔物。
外見は複数の動物の特徴を複合したもので、長い鬣に猿のような頭部、虎のような胴体に人間の筋肉質な腹部、4本指で鳥類のような前足、頭部のある大蛇の尾を持つ。
どろろと別れて単独で旅をする百鬼丸と戦い、腹を縦に裂かれる形で斬殺される。討伐後、百鬼丸に右手が戻った。
本作品のオープニング映像にも登場。
三河島婆（みかわしまばばあ）
声 - 財部宏子
最後の妖怪を探す百鬼丸の前に現れ、百鬼丸の実父・醍醐景光こそが48体目の妖怪であると告げて消える。

### オリジナルキャラクター
ノタ
百鬼丸やどろろと一緒に旅をする烏帽子をかぶった子犬。百鬼丸がみお達と一緒にいた時からの付き合い。
烏帽子は、みおから貰ったもので、みおの手作り。どろろと仲が良い。
原作では、『冒険王』の連載版にのみ、アニメから逆輸入される形で、元々みおに飼われていた犬として登場、百鬼丸たちと旅を共にしていた。単行本化の際に、登場シーンはすべてカットされている。
テレビアニメ（2019年）版では、烏帽子は被っていないがよく似た子犬が第1話に登場。
新助（しんすけ）
声 -  勝田久。
景行の配下。ミドロを育てた白髪の武士。景行の命令で、ミドロの子を有無を言わさず庄屋の作左衛門に金10貫で売りつけた。脱走したミドロを連れ戻そうとするが反抗され、刀で斬ろうとしたところに馬の妖怪が宿った空飛ぶ4つの蹄鉄が現れ体を貫かれ絶命した。
俵 五呂兵衛（たわら ごろべえ）
声 -  塩見竜介。
気ままな旅を続ける巨漢の侍。大らかな性格で飄々としているが、暴れ牛の突進を止め牛を軽々と頭上に持ち上げて投げ飛ばす怪力の持ち主。百鬼丸たちに寄ってきた死霊や妖怪を目の当たりにするまでは、死霊も妖怪も信じない男だった。どろろを暴れ牛から救い3人で無人の村を訪れ、悪霊や骨猫に百鬼丸たちと力を合わせ戦った。
サヨ
声 -  野村道子。
家族を亡くし漁村に1人で住む、おてんばで男勝りな娘。海獣ビラビラが海を荒らしまわり手も足も出せなかった村人たちは漁にも行けず、それを見かねた兄は海獣を退治しようと1人挑んだが返り討ちにされ死亡。海獣がますます暴れるようになったのは、兄が余計な事をしたからだと村人から責められ堪り兼ねた母は、神社の鐘と柱を用いて後に『神様の銛』と呼ばれる1本の銛をつくり海獣に挑むが、急に静かだった海は荒れ戻ってこなかった。海獣を鎮めるため村人たちにより、どろろと一緒にサヨは生贄に捧げられるが、百鬼丸の活躍で助かる。
市兵衛（いちべえ）
声 - 岡部政明。
人が良く豪放磊落な木こり。どろろを気に入り、人食い大木から百鬼丸を救出する手助けをする。
五郎左（ごろうざ）
声 -  北村弘一。
雷火犬の雷に打たれて谷底の川に落ち流され倒れている百鬼丸を見つけ、死人だろうと思い込み所持品を盗もうとした村人。弱って自力で立てない百鬼丸を家に招き養生させた。去年、村で開催された闘犬の祭りで横綱になった犬を飼っており、もっと強くするため闘志の元となる憎しみを植え付けようと、その犬を棒で叩き虐める。
彦爺（ひこじい）
声 -  北村弘一。
村の長者。おんぶ地蔵の子守りを、報酬は1日銅銭5枚で3食食べ放題という好条件で募集する。応募するふりをして盗みをはたらこうとしたどろろを村人たちと捕まえ、おんぶ地蔵に縄でくくりつけ強制的に子守りを押し付ける。
グウ太郎（グウたろう）
声 -  富田耕生。
なまけ者で、なにもせず楽に暮らし世の中の役に立てないかと老僧に相談したところ、化け物を封じ込める経文を尻に書かれ、最初に声をかけてきた者を尻にしくよう言われる。その言葉に従い、侍に化けて声をかけてきた妖怪土坊主を尻の下の地中に封印した。それからというもの10年間も同じ場所に座ったまま動かずにいた。百鬼丸のために、どかそうするどろろに眠り薬を盛られ動かされて、経文ごと体を洗われる。その後も土坊主から執拗に狙われ、百鬼丸から土坊主を誘いだす釣り餌として縄で木に吊るされた。
徳兵衛（とくべえ）
声 -  北村弘一。
景光の部下から一揆を企んでいる疑いをかけられた村長。実は本当に一揆を起こそうと刀を貯め込んでおり、百鬼丸の力を借りたいと頼むが断られ、百鬼丸からどろろを託される。残りの妖怪を討つための一人旅に百鬼丸が1年間に出ていた間に、どろろや村人たちと共に一揆を起こすが、みな景光に捕まる。帰ってきた百鬼丸が景光を討ち果たしたことで自由の身となり、百鬼丸に去られたどろろに、みんなで住みよい村づくりに精を出そうと励ます。
天邪鬼
声 -  大塚周夫（ドキ）・田の中勇 （ダキ）田村錦人（ブキ）
天性のイタズラ好きで人の反対ばかりやる、ひねくれ者の妖怪。リーダーで額に角の生えた『ドキ』、尻尾の生えた『ダキ』、羽の生えた『ブキ』の3体。木像の姿で山門の仁王像に踏みつけられていたが、額に角の生えた天邪鬼がどろろを騙し挑発して仁王像を退かさせることに成功。この天邪鬼が残り2匹を仁王像から解放して3匹で村中にいたずらをしまくった。
一口かじりを、ひょんなんことから封印から解放してしまい、成り行き上どろろたちと協力して退治に力を貸す。その後は、百鬼丸からそれぞれ角、尻尾、羽を斬られ、仁王像に踏みつけられる木像の姿に戻った。
一口噛り（ひとくちかじり）
声 -  納谷悟朗。
オープニング映像にも登場する。通称・『かじりんこん』。寺の初代住職『法華聖人』が書き残した記録によると、約300年前、いつも小作人から年貢を搾取して、もっともっと金を搾り取ろうと死ぬほどの苦しみを与え、生きながら我が身を金の畜生道に落とした血も涙もない強欲な名主がおり、その姿は歳とともに悪鬼の顔になって小作人を死ぬまで苦しめ続け、死んだときその墓から現れた、名主の執念の塊から生まれし妖怪。
夜な夜な現れては貧しい人の家を襲い身包み剥ぎ取り、人の皮を舐め取り、肉を喰いちぎり、骨までしゃぶり尽くし、生き物を片っ端から喰ってしまうため、法華聖人の法力で寺の敷地にある石の下に封じられていたが、村人たちから追いかけられたどろろと天邪鬼たちがその石を退かせてしまったために、その下にあった穴から復活。「一口かじって皮の味、二口かじって塩の味、三口かじって骨の味」と言いながら現れ、目は光り、伸びる舌で百鬼丸に襲い掛かる。舌を塔の先端に串刺しにされ、目を斬られ、火を点けられた五重の塔の下敷きになって倒された。
倒すと百鬼丸に声帯が戻った。
骨猫（ほねねこ）
オープニング映像にも登場する。巨大な猫の骸骨に、動くマタタビの木が一体化した妖怪で、自在に動く枝で絡みつき襲い来る。死霊が宿ったカラスや野良猫の大群をけしかけて百鬼丸たちを威嚇。百鬼丸たちが寝床にしていた家を潰し、避難していた家の天井に穴を開け襲い掛かる。百鬼丸が目に突き刺した刀に絡み付けておいた夜光塗料を塗った糸をたどられ、反撃するが百鬼丸に斬り落とされた頭を五呂兵衛から杖で砕かれ絶命。
倒すと百鬼丸に両耳が戻った。
海獣ビラビラ（かいじゅうビラビラ）
別名・『白骨エイ』。2年前に突如現れ海を荒らしたビラビラを、いつの間にか神社のそばに封印したことから地元の人々が『神様の銛』と呼ぶ銛を、好奇心にかられたどろろが地面から引き抜いたせいで復活した、体のいたるところが白骨化したエイの妖怪。どろろが次回予告で「大きさで言えば今までの化け物の中で一番。口を開ければ、あたりの家の2〜3軒は軽く飲み込めるくらい」と評するくらい、かなり大きな妖怪で低いうなり声をあげる。海中だけでなく地中も移動する。妖力でワカメを操り人々を締め付けたりもする。村人により生贄として船で流された村の娘『サヨ』とどろろの2人を喰おうと口を開けたところを、百鬼丸から木の杭を打ち込まれ、神様の銛で目を突かれ絶命。
倒すと百鬼丸に歯が戻った。
雷火犬（らいかけん）
狛犬のような姿に変化する犬の妖怪。怪しい光を放ち、落雷を操り暴風で無数の石つぶてを飛ばす。元は犬同士を戦わせる闘犬が盛んな村で、犬を強くするため戦いで相手への憎しみを発揮するよう村人から常に残酷な手で虐められた犬。心の触れあいや情の繋がりを求めてノタと仲良しになる。牙と落雷で村人を襲うが百鬼丸に両腕の刀で刺され倒される。死の間際に元の姿へ戻り、心配したノタに顔を舐められながら絶命。
『手塚治虫マンガ大全』・『手塚治虫トレジャーボックス』、『週刊少年サンデー』（1968年2・3号、イラスト「特別大画報どろろ百鬼」）にも同名の妖怪が描かれているが、その姿形は本作品に登場したそれよりも大きく異なっている。
おんぶら鬼（おんぶらおに）
声 -  北村弘一。
けして背中から降りず、背中から生やした4本の腕で絞め殺すと脅して、子守唄を歌わせたり、他の村へ歩かせたりして、おもりをしないと田畑を荒らしたり祟る『おんぶ地蔵』。その正体は小さくなって地蔵の中に潜んでいた巨大な妖怪グモで、子守りで疲れ眠ったところを襲い餌として食っていた。巣だけでも獲物を取れるようになっている巨大な蜘蛛の巣も妖力で張っている。百鬼丸からメッタ斬りにされて絶命。
倒すと百鬼丸に背骨が戻った。
もんもん
声 -  増山江威子。
別名・『モモンガ』。誰もいない寂れた村で『オチイ』という名の女の子に化けていた。その正体は、毛むくじゃらで大きな口をした妖怪モモンガ。黄金のように見える光る石で金に目がくらんだ人々を山に誘い込み、飼っている大ナメクジの餌にしている。高い木から滑空で飛び掛かったり、尖った木の枝を投げて攻撃し、木の枝で変わり身の術を使い攻撃をかわす。どろろが投げた刀で胸を刺され百鬼丸に斬られた。絶命する寸前に「もういいよ」と返事をして大ナメクジをけしかけた。
巨大なめくじ（きょだいなめくじ）
妖怪もんもんが飼っていた。何匹も生息しており、もんもんが誘い出した者を喰らう。山中の谷にある岩の穴に隠れており低い声で「もういいかい」と声をかけてくる。「もういいよ」の返事で穴から大量に出現する。喰われたら骨も残らない。一見、金に見える光る石は大ナメクジの粘々が石にこびり付いたもの。刀は効かないため、百鬼丸が斬り倒した木々に点けた火で焼き殺された。
人食い大木（ひとくいたいぼく）
砦を作るのに邪魔だと切り倒されることになった、死霊が憑り付いている樹齢2千年を越えた祟りの木と呼ばれる大木。括り付けられたしめ縄を調子に乗ったどろろが剥がすと幹に顔と無数の腕が出現。刀を突き立てた葉っぱにも顔が浮かぶ。大木の中に人間を飲み込み、口の中に投げ込まれた松明の火を逆に利用して口から火を吹く。切り倒されたり幹が割れても支障なく活動できる。額に炎のような本体があり、そこを百鬼丸から槍で刺されて絶命。
土坊主（つちぼうず）
声 - 岡部政明。
街に悪さをしようと侍に化けて他国から来た、砂に死霊が乗り移った妖怪。わずかな油断から、10年間同じ場所に座ったまま動かない乞食『ぐう太郎』の尻に書かれた経文の力により地面の下に封じられていた。ぐう太郎が、どろろに退かされ経文を消されたことで再び地上へ出られた。
泥でできているため刀で刺されても再生する。大量の泥で周りを囲み地中に引きずり込む。目がくらむつむじ風を起こすこともできる。おびき出されて網をかけられ川に落とされ百鬼丸から斬り刻まれて現した煙のような本体を、刀でメッタ斬りにされて絶命。
倒すと百鬼丸に皮膚が戻った。
草鞋の妖怪
26話『最後の妖怪』に登場。巨大な古草鞋の妖怪。わらの縄で首を絞めつけてくる。どろろと別れて単独で旅をする百鬼丸の腕の刀で斬られ絶命。
大貝
26話『最後の妖怪』に登場。巨大な二枚貝の妖怪。どろろと別れて単独で旅をする百鬼丸に、水中戦で体内から刀で殻を割られて倒された。
蟻地獄
26話『最後の妖怪』に登場。巨大なアリジゴクの妖怪。砂地に巨大なすり鉢のようなくぼみを作り、どろろと別れて単独で旅をする百鬼丸を底に引きずり込んで強力な2本の顎で仕留めようとしたが、腕の刀で2本の顎を斬られ倒された。
人面の皮を持つ妖怪
26話『最後の妖怪』に登場。大木に死霊が宿った化け物で、どろろと別れて単独で旅をする百鬼丸と戦う。23話『人食い大木』の回を使いまわしているため、人食い大木と同じ顔をしているが顔のあたりだけ映り全身は映らなかった。人食い大木とは違い、百鬼丸から刀で顔を真横に斬られたあとに額を刺され絶命。DVD-BOX封入解説書では、第23話の人食い大木と仲間と思われると解説されている。

## スタッフ
- 総監督 - 杉井ギサブロー[注釈 1]
- 設定 - 勝井千賀雄、鈴木良武[注釈 1]
- 作画監督 - 北野英明[注釈 1]、上口照人
- 作画 - 進藤満尾
- 美術監督 - 槻間八郎[注釈 1]
- 背景 - 明石貞一
- トレス - 北岡光代
- 彩色 - 高橋富子
- 撮影監督 - 熊谷幌史
- 撮影 - 森昭彦
- 音響 - 田代敦巳
- 録音 - 東京スタジオセンター（渡辺進）
- 効果 - 柏原満
- 現像 - 育英社
- 編集 - 松浦典良
- 音楽 - 冨田勲[注釈 1]
- 演奏 - フールサンズセレナーダス（中村英夫）
- 製作 - 柴山達雄
- 製作助手 - 金沢秀一
- フジテレビ担当 - 八百板勉
- 制作 - 虫プロダクション、フジテレビ

## 制作

### パイロットフィルム
1968年1月12日、虫プロダクションが『どろろ』の題でカラーのパイロットフィルムを制作した。絵のタッチは原作に近いものとなっている。

### 1969年版

#### モノクロ制作
1969年当時、すでに大半のテレビアニメがカラーで制作されていたにもかかわらず、本作品はモノクロ作品となっている。これは、カラーのパイロットフィルムを観たスポンサーから「夕食時に血が画面にバーっというのは生々しすぎて気持ちが悪いでしょう」とクレームがついたのに対し、杉井が、子供は大人の横から大人のドラマを見たりするものだから、この番組は思いきって子供たちに背伸びさせてみたいと思い、だからカラーでやる必要はないんじゃないかとも思ったことで「わかった、モノクロで作ればいいでしょう」と、モノクロ制作をむしろ喜んで提案したことで実現した。社会性を見せていこうとした意図が感じられる原作だったことから、アニメも少し大人っぽい視点で通していかないとつまらないと、木版でタイトルを彫らせたり、主題歌ではなく渋いコーラス曲のテーマ曲になった。

#### 美術背景
美術監督の槻間八郎も、京都・奈良で建造物の年代を調べ、神社仏閣、屏風図などの古い資料を詳細に撮影し、1964年に公開され室町時代を扱った東宝作品の映画『がらくた』や『七人の侍』のフィルム資料を東宝から借りて制作に臨んだ。美術背景のタッチは時代劇の重量感とリアル性を出してくれという杉井の要望を受け、墨流し、はがし、フノリの上からブラシをかけるなど、試行錯誤を重ね描きあげた。アニメの百鬼丸は、緊迫感を出すため北野英明の手により原作よりも大人っぽいデザインにアレンジされたが、『少年サンデー』版の原作にいなかったノタは、原作が暗いことを描いていて気にしていた治虫の、アニメは明るくしてほしいとの要望に応え、アイドルキャラで狂言回し的な意図で登場させた。

#### 視聴率低迷による迷走
ハードな世界観の内容だったが、視聴率的に思わしくなかったため、スポンサーとテレビ局から路線変更の要求が出された結果、第14話以降は前述の通りタイトルも改変され、低年齢層を意識した内容へと路線変更される。1クール作り終えたころ、杉井は治虫に呼び出され、「どろろを何とかギャグ物にできないか」と相談された。「僕なりに、原作ならこうなるであろうと想定して作ってきたんです。いきなりギャグ物になんて出来ません。」と返答したところ、治虫から「じゃあ、百鬼丸の最後はどうなるんですか」と問われ、「自分の体を取り戻したとき生きる目的を失うわけですから、当然坊主になって放浪ですよね」と返答したため、「そんな難しい話、子供が見ますか」と物別れに終わった。そのため杉井はプロデューサーの柴山達雄に「監督が自分で降りたら事件だから、プロデューサーのお前が俺を降ろせ」と迫るも、降りるのは許されず、杉井は「何がギャグ物だ。勝手にやれ。」とへそを曲げ、現場に行くのをやめてしまう。
柴山は、視聴者対象の年齢を絞るため『どろろ14話以降の新設定と改案』と題した書類を書き、「話をどろろ中心に。百鬼丸は、どろろの援助者として登場。」、「百鬼丸の背負っている宿命的、運命的なものは全て省略する。妖怪を倒せば体が戻るということは、パターンとしてのみ。」、「犬の活躍を前面に押し出す」、「ギャグをふんだんに入れ、全体を明るく軽快なものにする」、「出てくる妖怪も、怨霊とか執念の産物のような抽象的なものを避け、ズバリそのもの妖怪を出す」と対応策を提示した。そのため、第13話完成は1969年4月2日だったが、第14話が完成した6月26日までは約3ヵ月間の空白があり、DVD-BOX封入解説書には、まさにスタッフが路線変更作業に忙殺された時間ということになろうかと記されている。
第14話以降はクレジットから杉井の名前がなくなり、「プロデューサーディレクター」という名称で北野が監督を引き継ぐが、実のところ北野は自分の漫画執筆が忙しく、『どろろ』の作業にはほとんど参加しておらず、『どろろ』の原画マンもアシスタントとして連れていった。高橋良輔が、オープニングのコンテでも雑務でも周りに頼める人がいなかったので、やれることは全部引き受けた、と後に語っているように、実際は鈴木良武を中心として高橋や勝井千賀雄などが一緒になってアニメ版の面倒を見ており、その後も鈴木良武は杉井に報告したり相談していた。
2クール目からは、おっちょこちょいで面白いどろろを生かすためユーモラスな妖怪が多くなり、どろろが主体になったため百鬼丸は妖怪退治役でしか使えず書くほうは辛かった、と鈴木良武は後に語っており、「だけど、14話以降も明るい話になりきっているわけじゃないでしょ」と杉井は語っている。また、小説の執筆を担当した辻真先は雑誌『アニメージュ』の取材に対し、「当初は通年放送の予定だったため、倒すべき魔神も48体で考えられていた」と語っている。

## 主題歌
初期オープニング「M-6」
作曲 - 冨田勲
通常版オープニング・エンディング「どろろの歌」
作詞 - 鈴木良武 / 作曲 - 冨田勲 / 歌 - 藤田淑子
歌詞は「ほげほげたらたら ほげたらぽん」の繰り返しで始まり、「おまえらみんなほげたらだ ほげほげたらたら ほげたらぽん」で終わる。「ほげたら」はバカモノと同義とされる。
オープニング映像は、農民一揆の絵が有名な『一揆』版と、どろろが屋根瓦をリズミカルに走る『コミカル』版が2種類（改題前と改題後）の3種類、テロップの表記や、メインタイトル部分の変化も含めると全部で6種類あり、映像は途中から変更され時期によって違うものが流された。『一揆』版と比べて『コミカル』版は、どろろと百鬼丸が前期より多く登場する内容となっている。
本放送時、最初期のオープニングでは「どろろのうた」は使用されず、本編や次回予告でも使用されている男声コーラスのBGMが使用された。このコーラス版オープニング映像はフィルムとしては現存しておらず、DVD-BOX発売時に現存する音声テープと『一揆』版の通常オープニング映像を合成して再現され、特典映像として収録された。再放送や映像ソフトでのオープニングは、全て「どろろのうた」が流されている。
オープニングで流れる「どろろのうた」は1番と3番を繋いだ2コーラス構成になっている。テロップ上では「どろろの歌」や「どろろの唄」と表記されており、朝日ソノラマの社名も表記されていた。また「どろろのうた」の3番まであるフルコーラスのステレオ音源に関してはテイチクエンタテインメントが所有しており、テレビサイズとは歌い方も異なっている。この3番まであるステレオ音源が収録されたものはいずれもテイチクから発売されており、EP盤が1969年6月5日に『KT-28 テレビ・マンガどろろ』として「百鬼丸の歌」（作詞：鈴木良武、作曲：冨田勲、唄：葵公彦） も収録されて発売されており、CDでも1998年9月23日に発売された『復刻 手塚治虫作品傑作集/鉄腕アトム』や2001年12月19日に発売された『TVアニメ・グレイテスト・ヒッツ』などに収録されている。

## 放送情報

### 各話リスト
本放送は1969年。フジテレビ系列にて、毎週日曜19:30 - 20:00（JST）に放送。
| 話数 | 放送日  | サブタイトル                      | 脚本               | 演出                |
| ---- | ------- | --------------------------------- | ------------------ | ------------------- |
| 1    | 4月6日  | 百鬼丸の巻 その一                 | （ノンクレジット） | 出崎統              |
| 2    | 4月13日 | 百鬼丸の巻 その二                 | （ノンクレジット） | 遠藤政治            |
| 3    | 4月20日 | 万代の巻 その一                   | （ノンクレジット） | 富野喜幸            |
| 4    | 4月27日 | 万代の巻 その二                   | （ノンクレジット） | 富野喜幸            |
| 5    | 5月4日  | 無残帖（むざんちょう）の巻 その一 | （ノンクレジット） | 高橋良輔            |
| 6    | 5月11日 | 無残帖の巻 その二                 | （ノンクレジット） | 出崎統              |
| 7    | 5月18日 | 妖刀似蛭の巻 その一               | （ノンクレジット） | 勝井千賀雄          |
| 8    | 5月25日 | 妖刀似蛭の巻 その二               | （ノンクレジット） | 勝井千賀雄          |
| 9    | 6月1日  | ばんもんの巻 その一               | （ノンクレジット） | 西牧秀夫            |
| 10   | 6月8日  | ばんもんの巻 その二               | （ノンクレジット） | 南川博              |
| 11   | 6月15日 | ばんもんの巻 その三               | （ノンクレジット） | 出崎統              |
| 12   | 6月22日 | 白面不動の巻 その一               | （ノンクレジット） | 彦根範夫            |
| 13   | 6月29日 | 白面不動の巻 その二               | （ノンクレジット） | 高橋良輔            |
| 14   | 7月6日  | 妖怪かじりんこん                  | 鈴木良武           | 奥田誠治            |
| 15   | 7月13日 | いないいない村                    | 鈴木良武           | 高橋良輔 勝井千賀雄 |
| 16   | 7月20日 | 妖馬みどろ                        | さわきとおる       | 富野喜幸            |
| 17   | 7月27日 | 妖怪どんぶりばら                  | 鈴木良武           | 高橋良輔            |
| 18   | 8月3日  | 海獣ビラビラ                      | さわきとおる       | 北野英明            |
| 19   | 8月10日 | 雷火犬                            | 鈴木良武           | 石黒昇              |
| 20   | 8月17日 | おんぶら鬼                        | 鈴木良武           | 高橋良輔            |
| 21   | 8月24日 | まいまいおんば                    | 虫プロ文芸部       | 南川博              |
| 22   | 8月31日 | 妖怪もんもん                      | 鈴木良武           | 岡崎邦彦 高橋良輔   |
| 23   | 9月7日  | 人食い大木                        | 平見修二           | 奥田誠治            |
| 24   | 9月14日 | 四化入道                          | 杉山卓             | 杉山卓              |
| 25   | 9月21日 | 妖怪土坊主                        | 鈴木良武           | 杉山卓              |
| 26   | 9月28日 | 最後の妖怪                        | 鈴木良武           | 北野英明            |

### 放送局
- フジテレビ（制作局）：日曜 19:30 - 20:00
- 仙台放送：土曜 18:00 - 18:30[13]
- 秋田テレビ：土曜19:30-20:00
- 東海テレビ：日曜19:30-20:00
- テレビ静岡：日曜19:30-20:00
- 福井テレビ：日曜19:30-20:00
- 富山テレビ：日曜 19:30 - 20:00[14]
- 石川テレビ：日曜 19:30 - 20:00[14]
- 長野放送：日曜 19:30 - 20:00[15]
- 広島テレビ：土曜18:00-18:30
- テレビ西日本：日曜19:30-20:00
- サガテレビ：日曜19:30-20:00
- テレビ熊本：日曜18:00 - 18:30 [16]

### ネット配信
後述の2019年版の放送を記念して、2019年6月7日から8月1日まで、YouTubeの「手塚プロダクション公式チャンネル」より毎週金曜日と土曜日に、それぞれ2話分の期間限定（2週間）配信が行われていた。その後2024年2月3日から同チャンネルで、全話の期間限定配信が行われ、更に同年3月8日からは全26話まとめての無料配信が、それぞれ同年4月2日まで行われ、同年10月23日から2025年1月10日まで同チャンネルで3度目の期間限定配信、更に2024年11月22日からは2025年1月10日まで全話まとめて無料配信が行われた。配信期間は次の通り。
| 配信話 | 配信話 | 配信期間 | 配信期間 | 配信期間         | 配信期間         | 配信期間        | 配信期間        | 配信期間                  | 配信期間                  | 配信期間                 | 配信期間                 | 備考 |
| 配信話 | 配信話 | 2019年   | 2019年   | 2024年 （2話分） | 2024年 （2話分） | 2024年 （全話） | 2024年 （全話） | 2024年 - 2025年 （2話分） | 2024年 - 2025年 （2話分） | 2024年 - 2025年 （全話） | 2024年 - 2025年 （全話） | 備考 |
| ------ | ------ | -------- | -------- | ---------------- | ---------------- | --------------- | --------------- | ------------------------- | ------------------------- | ------------------------ | ------------------------ | --- |
| 1      | 2      | 6月7日   | 6月20日  | 2月3日           | 4月2日           | 3月8日          | 4月2日          | 10月23日                  | 1月10日                   | 11月22日                 | 1月10日                  | OPの映像は「一揆」、曲は「どろろの歌」である。                                                                |
| 3      | 4      | 6月8日   | 6月21日  | 2月6日           | 4月2日           | 3月8日          | 4月2日          | 10月25日                  | 1月10日                   | 11月22日                 | 1月10日                  | |
| 5      | 6      | 6月14日  | 6月27日  | 2月8日           | 4月2日           | 3月8日          | 4月2日          | 10月28日                  | 1月10日                   | 11月22日                 | 1月10日                  | |
| 7      | 8      | 6月15日  | 6月28日  | 2月10日          | 4月2日           | 3月8日          | 4月2日          | 10月30日                  | 1月10日                   | 11月22日                 | 1月10日                  | |
| 9      | 10     | 6月21日  | 7月4日   | 2月11日          | 4月2日           | 3月8日          | 4月2日          | 11月1日                   | 1月10日                   | 11月22日                 | 1月10日                  | 第9話からOPの映像が変更されている。                                                                           |
| 11     | 12     | 6月22日  | 7月5日   | 2月15日          | 4月2日           | 3月8日          | 4月2日          | 11月4日                   | 1月10日                   | 11月22日                 | 1月10日                  | 第12話の次回予告は音声のみで映像はない。                                                                      |
| 13     | 14     | 6月28日  | 7月11日  | 2月17日          | 4月2日           | 3月8日          | 4月2日          | 11月6日                   | 1月10日                   | 11月22日                 | 1月10日                  | 第13話から次回予告担当がナレーターの納谷悟朗からどろろ役の松島みのりに変更されている。 第14話から改題された。 |
| 15     | 16     | 6月29日  | 7月12日  | 2月20日          | 4月2日           | 3月8日          | 4月2日          | 11月8日                   | 1月10日                   | 11月22日                 | 1月10日                  | |
| 17     | 18     | 7月5日   | 7月18日  | 2月22日          | 4月2日           | 3月8日          | 4月2日          | 11月11日                  | 1月10日                   | 11月22日                 | 1月10日                  | 第17話からOP映像で百鬼丸が戦う妖怪が変更されている。 第18話の次回予告は音声のみで映像はない。                 |
| 19     | 20     | 7月6日   | 7月19日  | 2月24日          | 4月2日           | 3月8日          | 4月2日          | 11月13日                  | 1月10日                   | 11月22日                 | 1月10日                  | 第20話からOP前に『カルピスまんが劇場』のタイトルが入る。                                                      |
| 21     | 22     | 7月12日  | 7月25日  | 2月27日          | 4月2日           | 3月8日          | 4月2日          | 11月15日                  | 1月10日                   | 11月22日                 | 1月10日                  | |
| 23     | 24     | 7月13日  | 7月26日  | 2月29日          | 4月2日           | 3月8日          | 4月2日          | 11月18日                  | 1月10日                   | 11月22日                 | 1月10日                  | |
| 25     | 26     | 7月19日  | 8月1日   | 3月2日           | 4月2日           | 3月8日          | 4月2日          | 11月20日                  | 1月10日                   | 11月22日                 | 1月10日                  | |

## 原作漫画

### 原作
- 日本の漫画『どろろ』（発表：1967年 - 1969年、漫画：手塚治虫）

## 関連商品

### 映像ソフト
- ライリー商会から1970年代に家庭用8mmホームムービーで、2分半の内容へ編集した無音のカラーパイロットフィルム版と、1話を各10分程の内容へ編集したうえ家庭用サイレント映写機への救済措置として音声カセットテープを付属した『おんぶ地蔵』と『最後の妖怪』が発売。
- にっかつビデオフィルムズから1980年代にVHS全2巻が発売。第1巻には第19話・第21話・パイロットフィルムを、第2巻には第23話・第25話を収録。
- 1998年1月25日に全話とパイロットフィルムを収録したLD-BOXが発売。
- 2000年6月21日に東映ビデオから全話を収録したVHS『どろろ』全3巻と『どろろと百鬼丸』全3巻が発売。
- 2002年11月21日にコロムビアミュージックエンタテインメントから、LD-BOXの内容に加え、32ページの封入解説書、絵コンテ集、新たに発見された次回予告フィルム、映像特典に、前期版ノンテロップ・オープニング、前述のコーラス版・再現オープニング、静止画の映像設定資料集、解説書に、原作とアニメの関係、モチーフの原形、どろろ回想録、8人のスタッフへのインタビューが収録されたDVD-BOXが発売された。絵コンテ集には、前・中・後期それぞれのオープニング、11話、16話、パイロットフィルムが、当時演出を担当した各スタッフのミニインタビューと一緒に絵コンテがそれぞれ収録されており、特選されたオープニング原画や、『冒険王』の再録記事『TVまんが どろろのできるまで』も収録されている。2005年9月21日には手塚治虫生誕80周年を記念してDVD-BOXの安価版『どろろ Complete BOX』が発売された。このComplete BOXは絵コンテ集は付属せず、インナージャケット、チャプターカードなども省略されている。
- 単品販売のDVDは発売されておらずレンタル用のみ。